# Degaña
Degaña és un conceyu i una parròquia de la Comunitat Autònoma del Principat d'Astúries. Limita al nord amb Cangas del Narcea, al sud i a l'est amb la comunitat de Castella i Lleó i a l'oest amb Ibias.

## Història

### Prehistòria a l'Edat Moderna
La història d'aquest concejo està unida a la d'Ibias, en el territori de la qual va estar inclosa durant molt temps. Per això són molt pocs les dades que tenim sobre aquest concejo. Hi ha restes tumulars prop de La Prohida i diferents restes castrenses com Los Castros, el castro miner de Larón i l'estela romana d'Arnosa.
Hi ha poca documentació sobre la seva època medieval. Apareix una mica sobre el monestir de Santiago de Degaña del 912, però la seva autenticitat és qüestionada, ja que es creu que és una documentació falsa.
En el segle xiii, estava vinculat a les terres altes de Lleó tal com queda palesa en la Carta de poblament de Laciana. Les relacions amb aquest concejo van continuar vigents fins a l'època moderna. Hi ha molt poca documentació sobre aquesta zona en aquesta època que ens pugui donar dades sobre la seva estructura i forma de vida, en part a causa de la seva vinculació amb les terres altes de Lleó. El vedat de Degaña i Cerredo que ocupaven part d'aquestes terres van passar per diferents mans, la família Quiñones o la famila Queipo de Llano que van tenir continus plets amb els habitants de l'indret, pels abusos que cometeren aquests senyors feudals, però el predomini senyorial àdhuc continuaria durant molts anys fins a finals del segle xviii i principis del XIX.

### Edat contemporània
En el segle xix, se suprimeixen els senyorius jurisdiccionals de Cerredo i Degaña, integrant-se en el concejo d'Ibias, però aquests concejos sempre han mantingut una activitat al marge de l'organització concejil d'Ibias. Això va conduir que en 1863 es constituís una demarcació autònoma que inclourà els antics vedats amb el nom de Degaña, ja que aquest era el nucli més important per aquell temps.

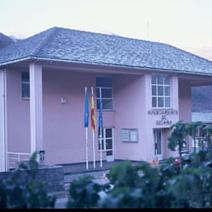
Ajuntament de Degaña

En el segle xx, durant la Guerra Civil espanyola, a Degaña i Ibias triomfen el Front Popular a causa de la influència de les noves activitats mineres. Després del conflicte armat, el seu procés històric més important ha estat el desenvolupament dels jaciments hullers. Aquest desenvolupament també va portar canvis urbanístics destacables, i la seva capital Degaña que era la principal localitat, passarà a un segon pla, enfront de l'embranzida de Cerredo que de ser un petit enclavament rural passés a ser el nucli més habitat del concejo.

## Geografia
La seva principal via de comunicació és l'AS-15, que travessa tot el concejo, i l'AS-212 que va de Cecos a Degaña. Està a una distància de la capital del Principat de 161 quilòmetres. La seva població és de 1.324 habitants i els seus principals nuclis de població per nombre d'habitants són: Cerredo que és la vila més poblada de Degaña, El Rebollar i Fondos de Vega.

### Orografia
El seu relleu està marcat en el límit septentrional amb els becs de Grallos de 1.866 metres, Chagonacho de 1.870 metres, Rubio de 1.863 metres i el límit meridional format per la Serralada Cantàbrica, en la qual les seves cotes més importants són: la Moreda de 1.859 metres, Bóveda de 1.923 metres, i Peña de Trayecto de 1.698 metres.

### Hidrografia
La seva xarxa hidrogràfica està marcada pel riu Ibias i els seus afluents que són petits rierols de curt recorregut: Las Corradas, Regueira de Vasa, el Regueiran, etc.

### Flora i fauna
Les seves forests estan poblats de vegetació autòctona: faigs, roures, grèvols. On hi ha espècies com l'os, el cabirol, el senglar, etc. En els seus rius abunda la truita. La seva riquesa natural ha fet que el concejo fos declarat Parc Natural de les Fonts del Narcea i Ibias i la seva part Nord-oest s'integri en la Reserva de Muniellos.

## Parròquies
El concejo de Degaña està dividit en 3 parròquies rurals:
- Degaña
- Trabáu
- Zarréu

## Evolució demogràfica
A pesar de la situació marginal del concejo dintre de la regió, la seva evolució ha estat molt diferent a la resta de concejos de la muntanya asturiana. La seva economia basada en l'agricultura tradicional va desaparèixer, a causa de l'explotació minera que va impedir no només l'emigració de la gent del concejo a altres zones, sinó que ha portat a altre petit nombre de persones de l'exterior, evitant el despoblament al que estaria condemnat el concejo. La seva població té una estabilitat, ja que és pràcticament la mateixa que tenia a principis de segle. El que caracteritza a la seva població és que en estar basada en l'extracció de mineral, predomina una mitjana d'edat jove, sent el seu percentatge de gent jove la segona major d'Astúries, darrere del concejo de Corvera amb un 30% de menors de 20 anys i gairebé l'11% de majors de 60 anys.

## Economia
La instal·lació de l'empresa Hullera de Coto Cortes S. A, va obrir una nova etapa en l'economia del concejo, fins i tot transcendiendo la seva influència a Villablino (Lleó), ja que tota la seva producció va a la central tèrmica d'Anllares. L'activitat minera de Cerredo ha estat determinant en aquest sentit. En aquest mateix any, la taxa bruta de natalitat era la més elevada d'Astúries i constituïa l'únic concejo amb un creixement vegetatiu positiu. La configuració del relleu ha determinat la ubicació de la població en les valls, que està concentrada en pocs nuclis, encara que aquest assentament humà s'ha vist afectat en el segle xx, per l'explotació minera, que va suposar un canvi en la nova distribució de la població.

## Política
En el concejo de Degaña, des de 1979, el partit que més temps ha governat ha estat el PSOE (vegeu llista d'alcaldes de Degaña). A pesar d'això, l'actual alcalde és Jaime Gareth d'IU-BA, en coalició amb el PSOE.
|      | PP | IU-BA | PSOE | CDS | Altres | Total |
| ---- | -- | ----- | ---- | --- | ------ | ----- |
| 1979 | 0  | 2     | 4    | 4   | 1      | 11    |
| 1983 | 1  | 1     | 3    | -   | 3      | 9     |
| 1987 | 0  | 1     | 6    | 1   | 1      | 9     |
| 1991 | 1  | 1     | 4    | -   | 1      | 9     |
| 1995 | 0  | 5     | 4    | -   | 0      | 9     |
| 1999 | 2  | 3     | 4    | -   | 0      | 9     |
| 2003 | 1  | 3     | 3    | -   | 2      | 9     |
| 2007 | 3  | 3     | 3    | -   | 0      | 9     |